# Ina Bruhn
Ina Bruhn (født 12. oktober 1971 i Roskilde) er en dansk roman- og manuskriptforfatter. Hun er uddannet cand.mag. i film- og medievidenskab fra Københavns Universitet og har blandt andet skrevet romanerne I morgen eller en anden dag, To skridt og et lysår, Den anden bror, Kong Cristian d. 3[kilde mangler] og I år er alting anderledes. Hun har også skrevet en novelle der hedder Av, min næse.
Ina Bruhn har været med til at skrive manuskripterne Den store dag, Lotto, Øen, Guldhornene, Karlas kabale, Karla og Katrine og Vølvens forbandelse.
Hun fik Kommunernes Skolebiblioteksforenings Forfatterpris 2010, for sin ungdomsroman Min fucking familie, som blev skrevet i 2009.

## Udvalgt bibliografi
- Av, min næse - novelle (1992)
- I morgen eller en anden dag - roman (1995)
- To skridt og et lysår - roman (1996)
- I år er alting anderledes - roman (1999)
- Den anden bror - roman (2004)
- Min fucking familie - roman (2009)